# Campeonato Paulista de Futebol Sub-13 de 2019
O Campeonato Paulista de Futebol Sub-13 de 2019 foi a décima quarta edição desta competição amadora organizada pela Federação Paulista de Futebol (FPF). O torneio que é, no estado de São Paulo, o estadual da categoria sub-13, foi disputada por 49 clubes.
A decisão foi disputada entre Marília e São Paulo, que haviam eliminados nas semifinais Santos e Palmeiras, respectivamente. Ambas as equipes buscavam seu primeiro título. O São Paulo saiu vitorioso nos dois jogos da decisão: o primeiro realizado em Osasco por 3 a 2, e o segundo em Marília pelo placar mínimo, conquistando o título.

## Regulamento
O Campeonato Paulista Sub-13 de 2019 foi disputado por 49 clubes e composto por cinco fases. Na primeira fase, os clubes foram divididos em sete grupos através do sistema de regionalização, nos quais jogaram dentro dos respectivos grupos em turno e returno, classificando-se os dois primeiros colocados de cada grupo, bem como os dois melhores terceiros colocados. A partir da segunda fase, os clubes qualificados formaram confrontos eliminatórios seguindo o sistema olímpico com a equipe de melhor campanha de todas as fases enfrentando a equipe de pior campanha. O mando de campo foi decido pela campanha das equipes em todas as fases, ou seja, computados os pontos desde a primeira fase. Já o período de cada jogo foi de sessenta minutos.

### Critérios de desempates
Acontecendo igualdade no número de pontos entre dois ou mais clubes na primeira fase, aplicam-se sucessivamente, os seguintes critérios técnicos de desempate:
- Maior número de vitórias;
- Maior saldo de gols;
- Maior número de gols marcados;
- Menor número de substituições disciplinares;
- Sorteio público na sede da federação.

Em caso de igualdades nos confrontos eliminatórios, aplica-se até o segundo critério (saldo de gols). Contudo, se a igualdade permanecer, a vaga foi decidida em penalidades.

## Primeira fase

### Grupo 7
Fonte: Federação Paulista de Futebol

## Fase final

### Oitavas de final
| Equipe 1        | Total        | Equipe 2         | 1.º jogo | 2.º jogo |
| --------------- | ------------ | ---------------- | -------- | -------- |
| Palmeiras       | 15–0         | Guarani          | 7–0      | 8–0      |
| Marília         | 6–0          | São José-SP      | 2–0      | 4–0      |
| Santos          | 2–0          | Inter de Limeira | 0–0      | 2–0      |
| Corinthians     | 7–1          | Batatais         | 4–1      | 3–0      |
| Rio Claro       | 4–0          | União Mogi       | 2–0      | 2–0      |
| São Paulo       | 3–0          | Sertãozinho      | 1–0      | 2–0      |
| Botafogo-SP     | 4–4 (1–3 p.) | Mirassol         | 1–1      | 3–3      |
| Independente-SP | 1–1 (0–3 p.) | Rio Branco-SP    | 1–0      | 0–1      |

| 29 de setembro | Guarani | 0 – 7     | Palmeiras                                                                    | Estádio Fioravante Frare, Morungaba |
| 10:30          |         | Relatório | Luis Arthur 19', 25' · Vitor 39', 53' · Gabriel 43' · Pedro 55' · Marcus 59' | Árbitro: Gustavo José Guirau        |

| 6 de outubro | Palmeiras | 8 – 0     | Guarani | Centro de Treinamento do Palmeiras II, São Paulo |
| 10:30        | Luis Guilherme 15' · Vitor 19' · Luis Arthur 22' · Luiz Felipe 25' · Kauan 28' · Gustavo 41' · Luighi 42' · Pedro 48' | Relatório |         | Árbitro: Felipe de Souza Teixeira                |

| 28 de setembro | São José-SP | 0 – 2     | Marília                  | Estádio Martins Pereira, São José dos Campos |
| 10:00          |             | Relatório | Hugo 12' · Roberto 60+5' | Árbitro: Domingos da Silva Lima              |

| 6 de outubro | Marília                                             | 4 – 0     | São José-SP | Estádio Bento de Abreu, Marília |
| 10:30        | Pedro 15' · Hugo 43' · Roberto 53' · Giovanni 60+5' | Relatório |             | Árbitro: Júlio César de Freitas |

| 29 de setembro | Inter de Limeira | 0 – 0     | Santos | Estádio Comendador Agostinho Prada, Limeira     |
| 10:30          |                  | Relatório |        | Árbitro: Alexandre Maurício Gonçalves Rodrigues |

| 6 de outubro | Santos                   | 2 – 0     | Inter de Limeira | CT Meninos da Vila, Santos |
| 10:30        | Eliseu 15' · Matheus 59' | Relatório |                  | Árbitro: Vinícius Bettio   |

| 29 de setembro | Batatais   | 1 – 4     | Corinthians                           | Estádio Oswaldo Scatena, Batatais |
| 10:30          | Wesley 45' | Relatório | Guilherme 13' · Pedro 28', 30+4', 54' | Árbitro: Guilherme Custódio Nunes |

| 6 de outubro | Corinthians               | 3 – 0     | Batatais | Estádio Alfredo Schurig, São Paulo    |
| 10:30        | Luiz 4' · João 15', 30+2' | Relatório |          | Árbitro: Matheus Francisco Lima Silva |

| 29 de setembro | União Mogi | 0 – 2     | Rio Claro               | Estádio Francisco Ribeiro Nogueira, Mogi das Cruzes |
| 10:30          |            | Relatório | Strambek 28' · Luiz 58' | Árbitro: Bruna Serra Oliveira                       |

| 6 de outubro | Rio Claro         | 2 – 0     | União Mogi | Estádio Augusto Schmidt Filho, Rio Claro |
| 10:30        | Gab 9' · Luiz 24' | Relatório |            | Árbitro: Fernando Bartz Guedes           |

| 29 de setembro | Sertãozinho | 0 – 1     | São Paulo | Estádio Frederico Dalmaso, Sertãozinho |
| 10:30          |             | Relatório | Luis 27'  | Árbitro: Rinaldo Diego de Oliveira     |

| 6 de outubro | São Paulo                       | 2 – 0     | Sertãozinho | Estádio Marcelo Portugal Gouvêa, Cotia   |
| 10:30        | Giovani 40' · Thierry Henry 58' | Relatório |             | Árbitro: Paulo Ricardo Pereira Fernandes |

| 28 de setembro | Mirassol         | 1 – 1     | Botafogo-SP | Estádio José Maria de Campos Maia, Mirassol |
| 10:30          | Eduardo 3' (pen) | Relatório | Gabriel 34' | Árbitro: Jean Maicon Colombo                |

| 6 de outubro | Botafogo-SP                                 | 3 – 3     | Mirassol                                  | Estádio José Turquim, Brodósqui         |
| 10:30        | Pedro 21' (pen) · William 27' · Nalbert 42' | Relatório | Eduardo 8' (pen) · Marco 35' · Victor 40' | Árbitro: Antônio Carlos de Sousa Junior |

|  |       | Penalidades |
|  | 1 – 3 |             |

| 29 de setembro | Rio Branco-SP | 0 – 1     | Independente-SP | Estádio Décio Vitta, Americana   |
| 10:30          |               | Relatório | Kevyn 31'       | Árbitro: Aparecido Pereira Bueno |

| 6 de outubro | Independente-SP | 0 – 1     | Rio Branco-SP     | Estádio Comendador Agostinho Prada, Limeira |
| 10:30        |                 | Relatório | Bruno 30+3' (pen) | Árbitro: Erik Renan Marques Francelino      |

|  |       | Penalidades |
|  | 0 – 3 |             |

### Quartas de finais
| Equipe 1    | Total | Equipe 2      | 1.º jogo | 2.º jogo |
| ----------- | ----- | ------------- | -------- | -------- |
| Palmeiras   | 16–0  | Mirassol      | 8–0      | 8–0      |
| Marília     | 3–2   | Rio Branco-SP | 2–0      | 1–2      |
| Corinthians | 3–4   | São Paulo     | 0–3      | 3–1      |
| Santos      | 5–1   | Rio Claro     | 2–0      | 3–1      |

| 13 de outubro | Mirassol | 0 – 8     | Palmeiras                                                                                             | Estádio José Maria de Campos Maia, Mirassol |
| 10:30         |          | Relatório | Luis Guilherme 1', 12' · Luiz Felipe 7', 29' · Vitor 24' · Luis Arthur 27' · Kauan 46' · Luighi 60+2' | Árbitro: Gabriel Henrique Meira Bispo       |

| 20 de outubro | Palmeiras                                                                           | 8 – 0     | Mirassol | Centro de Treinamento do Palmeiras II, São Paulo |
| 10:30         | Gustavo 3' · Marcus 7', 23' · Vitor 8', 30+1' · Luighi 35' · George 44' · Pedro 58' | Relatório |          | Árbitro: Lucas Henrique dos Santos Novaes        |

| 13 de outubro | Rio Branco-SP | 0 – 2     | Marília                  | Estádio Décio Vitta, Americana       |
| 10:30         |               | Relatório | Roberto 30+1' · Hugo 33' | Árbitro: Fabiano Monteiro dos Santos |

| 20 de outubro | Marília  | 1 – 2     | Rio Branco-SP            | Estádio Bento de Abreu, Marília  |
| 10:30         | Hugo 31' | Relatório | Matheus 15' · João 30+1' | Árbitro: Aparecido Pereira Bueno |

| 15 de outubro | São Paulo                                 | 3 – 0     | Corinthians | Estádio Marcelo Portugal Gouvêa, Cotia                 |
| 10:30         | Giovani 12' · Luis 59' (pen) · Caio 60+1' | Relatório |             | Árbitro: Guilherme Francisco Maciel da Silva e Rosário |

| 20 de outubro | Corinthians                             | 3 – 1     | São Paulo | Estádio Alfredo Schurig, São Paulo |
| 10:30         | Rafael 38' · Giovanni 45' · Matheus 49' | Relatório | Davi 24'  | Árbitro: Rafael de Souza           |

| 13 de outubro | Rio Claro | 0 – 2     | Santos             | Estádio Augusto Schmidt Filho, Rio Claro |
| 10:30         |           | Relatório | Everton 10', 60+4' | Árbitro: Fernando Bartz Guedes           |

| 20 de outubro | Santos                                 | 3 – 1     | Rio Claro   | Estádio Ulrico Mursa, Santos    |
| 10:30         | Henrique 23' · Everton 33' · Lucas 59' | Relatório | Gabriel 10' | Árbitro: Marianna Nanni Batalha |

### Semifinais
| Equipe 1  | Total        | Equipe 2  | 1.º jogo | 2.º jogo |
| --------- | ------------ | --------- | -------- | -------- |
| Palmeiras | 4–6          | São Paulo | 1–3      | 3–3      |
| Marília   | 0–0 (5–3 p.) | Santos    | 0–0      | 0–0      |

| 27 de outubro | São Paulo                                  | 3 – 1     | Palmeiras   | Estádio Marcelo Portugal Gouvêa, Cotia |
| 10:30         | Anderson 45' · Américo 51' · Nícolas 60+2' | Relatório | Endrick 10' | Árbitro: Marianna Nanni Batalha        |

| 3 de novembro | Palmeiras             | 3 – 3     | São Paulo                           | Centro de Treinamento do Palmeiras II, São Paulo |
| 10:30         | Endrick 14', 39', 52' | Relatório | Thierry Henry 18', 32' · Marcos 60' | Árbitro: João Batista do Nascimento Avelino      |

| 27 de outubro | Santos | 0 – 0     | Marília | CT Meninos da Vila, Santos           |
| 10:30         |        | Relatório |         | Árbitro: Fabiano Monteiro dos Santos |

| 3 de novembro | Marília | 0 – 0     | Santos | Estádio Bento de Abreu, Marília |
| 10:30         |         | Relatório |        | Árbitro: Willians Costa Rocha   |

|                                     |       | Penalidades                             |  |
| Roberto Lucas Alexandre Hugo Derick | 5 – 3 | Matheus Pedro Paulo João Pedro Henrique |  |

### Final
| Equipe 1 | Total | Equipe 2  | 1.º jogo | 2.º jogo |
| -------- | ----- | --------- | -------- | -------- |
| Marília  | 2–4   | São Paulo | 2–3      | 0–1      |

| 10 de novembro | São Paulo                           | 3 – 2     | Marília                  | Estádio Prefeito José Liberatti, Osasco |
| 10:00          | Nícolas 2' · Giovani 13' · Davi 16' | Relatório | Hugo 40' · Roberto 60+5' | Árbitro: Márcio Mattos dos Santos       |

| 17 de novembro | Marília | 0 – 1     | São Paulo         | Estádio Bento de Abreu, Marília |
| 10:00          |         | Relatório | Thierry Henry 30' | Árbitro: Diego Augusto Fagundes |

### Esquema
|  | Oitavas de final              | Oitavas de final              | Oitavas de final              | Oitavas de final              |       |               | Quartas de final   | Quartas de final   | Quartas de final   | Quartas de final   |  |           | Semifinais                    | Semifinais                    | Semifinais                    | Semifinais                    |           |   | Final               | Final               | Final               | Final               |
|  | 28 de setembro a 6 de outubro | 28 de setembro a 6 de outubro | 28 de setembro a 6 de outubro | 28 de setembro a 6 de outubro |       |               | 13 a 20 de outubro | 13 a 20 de outubro | 13 a 20 de outubro | 13 a 20 de outubro |  |           | 27 de outubro e 3 de novembro | 27 de outubro e 3 de novembro | 27 de outubro e 3 de novembro | 27 de outubro e 3 de novembro |           |   | 10 e 17 de novembro | 10 e 17 de novembro | 10 e 17 de novembro | 10 e 17 de novembro |
|  |                               |                               |                               |                               |       |               |                    |                    |                    |                    |  |           |                               |                               |                               |                               |           |   |                     |                     |                     |                     |
|  | Sertãozinho                   | 0                             | 0                             | 0                             |       |               |                    |                    |                    |                    |  |           |                               |                               |                               |                               |           |   |                     |                     |                     |                     |
|  | São Paulo                     | 1                             | 2                             | 3                             |       |               |                    |                    |                    |                    |  |           |                               |                               |                               |                               |           |   |                     |                     |                     |                     |
|  | São Paulo                     | 1                             | 2                             | 3                             |       | São Paulo     | 3                  | 1                  | 4                  |                    |  |           |                               |                               |                               |                               |           |   |                     |                     |                     |                     |
|  |                               |                               |                               |                               |       | São Paulo     | 3                  | 1                  | 4                  |                    |  |           |                               |                               |                               |                               |           |   |                     |                     |                     |                     |
|  |                               | Corinthians                   | 0                             | 3                             | 3     |               |                    |                    |                    |                    |  |           |                               |                               |                               |                               |           |   |                     |                     |                     |                     |
|  | Batatais                      | Corinthians                   | 0                             | 3                             | 3     | 1             | 0                  | 1                  |                    |                    |  |           |                               |                               |                               |                               |           |   |                     |                     |                     |                     |
|  | Batatais                      |                               |                               |                               |       | 1             | 0                  | 1                  |                    |                    |  |           |                               |                               |                               |                               |           |   |                     |                     |                     |                     |
|  | Corinthians                   | 4                             | 3                             | 7                             |       |               |                    |                    |                    |                    |  |           |                               |                               |                               |                               |           |   |                     |                     |                     |                     |
|  | Corinthians                   | 4                             | 3                             | 7                             |       |               |                    |                    |                    |                    |  | São Paulo | 3                             | 3                             | 6                             |                               |           |   |                     |                     |                     |                     |
|  |                               |                               |                               |                               |       |               |                    |                    |                    |                    |  | São Paulo | 3                             | 3                             | 6                             |                               |           |   |                     |                     |                     |                     |
|  |                               | Palmeiras                     | 1                             | 3                             | 4     |               |                    |                    |                    |                    |  |           |                               |                               |                               |                               |           |   |                     |                     |                     |                     |
|  | Mirassol (pen.)               | Palmeiras                     | 1                             | 3                             | 4     | 1             | 3                  | 4 (3)              |                    |                    |  |           |                               |                               |                               |                               |           |   |                     |                     |                     |                     |
|  | Mirassol (pen.)               |                               |                               |                               |       | 1             | 3                  | 4 (3)              |                    |                    |  |           |                               |                               |                               |                               |           |   |                     |                     |                     |                     |
|  | Botafogo-SP                   | 1                             | 3                             | 4 (1)                         |       |               |                    |                    |                    |                    |  |           |                               |                               |                               |                               |           |   |                     |                     |                     |                     |
|  | Botafogo-SP                   | 1                             | 3                             | 4 (1)                         |       | Mirassol      | 0                  | 0                  | 0                  |                    |  |           |                               |                               |                               |                               |           |   |                     |                     |                     |                     |
|  |                               |                               |                               |                               |       | Mirassol      | 0                  | 0                  | 0                  |                    |  |           |                               |                               |                               |                               |           |   |                     |                     |                     |                     |
|  |                               | Palmeiras                     | 8                             | 8                             | 16    |               |                    |                    |                    |                    |  |           |                               |                               |                               |                               |           |   |                     |                     |                     |                     |
|  | Guarani                       | Palmeiras                     | 8                             | 8                             | 16    | 0             | 0                  | 0                  |                    |                    |  |           |                               |                               |                               |                               |           |   |                     |                     |                     |                     |
|  | Guarani                       |                               |                               |                               |       | 0             | 0                  | 0                  |                    |                    |  |           |                               |                               |                               |                               |           |   |                     |                     |                     |                     |
|  | Palmeiras                     | 7                             | 8                             | 15                            |       |               |                    |                    |                    |                    |  |           |                               |                               |                               |                               |           |   |                     |                     |                     |                     |
|  | Palmeiras                     | 7                             | 8                             | 15                            |       |               |                    |                    |                    |                    |  |           |                               |                               |                               |                               | São Paulo | 3 | 1                   | 4                   |                     |                     |
|  |                               |                               |                               |                               |       |               |                    |                    |                    |                    |  |           |                               |                               |                               |                               |           | 3 | 1                   | 4                   |                     |                     |
|  |                               | Marília                       | 2                             | 0                             | 2     |               |                    |                    |                    |                    |  |           |                               |                               |                               |                               |           |   |                     |                     |                     |                     |
|  | União Mogi                    | Marília                       | 2                             | 0                             | 2     | 0             | 0                  | 0                  |                    |                    |  |           |                               |                               |                               |                               |           |   |                     |                     |                     |                     |
|  | União Mogi                    |                               |                               |                               |       | 0             | 0                  | 0                  |                    |                    |  |           |                               |                               |                               |                               |           |   |                     |                     |                     |                     |
|  | Rio Claro                     | 2                             | 2                             | 4                             |       |               |                    |                    |                    |                    |  |           |                               |                               |                               |                               |           |   |                     |                     |                     |                     |
|  | Rio Claro                     | 2                             | 2                             | 4                             |       | Rio Claro     | 0                  | 1                  | 1                  |                    |  |           |                               |                               |                               |                               |           |   |                     |                     |                     |                     |
|  |                               |                               |                               |                               |       | Rio Claro     | 0                  | 1                  | 1                  |                    |  |           |                               |                               |                               |                               |           |   |                     |                     |                     |                     |
|  |                               | Santos                        | 2                             | 3                             | 5     |               |                    |                    |                    |                    |  |           |                               |                               |                               |                               |           |   |                     |                     |                     |                     |
|  | Inter de Limeira              | Santos                        | 2                             | 3                             | 5     | 0             | 0                  | 0                  |                    |                    |  |           |                               |                               |                               |                               |           |   |                     |                     |                     |                     |
|  | Inter de Limeira              |                               |                               |                               |       | 0             | 0                  | 0                  |                    |                    |  |           |                               |                               |                               |                               |           |   |                     |                     |                     |                     |
|  | Santos                        | 0                             | 2                             | 2                             |       |               |                    |                    |                    |                    |  |           |                               |                               |                               |                               |           |   |                     |                     |                     |                     |
|  | Santos                        | 0                             | 2                             | 2                             |       |               |                    |                    |                    |                    |  | Santos    | 0                             | 0                             | 0 (3)                         |                               |           |   |                     |                     |                     |                     |
|  |                               |                               |                               |                               |       |               |                    |                    |                    |                    |  | Santos    | 0                             | 0                             | 0 (3)                         |                               |           |   |                     |                     |                     |                     |
|  |                               | Marília (pen.)                | 0                             | 0                             | 0 (5) |               |                    |                    |                    |                    |  |           |                               |                               |                               |                               |           |   |                     |                     |                     |                     |
|  | Rio Branco-SP (pen.)          | Marília (pen.)                | 0                             | 0                             | 0 (5) | 0             | 1                  | 1 (3)              |                    |                    |  |           |                               |                               |                               |                               |           |   |                     |                     |                     |                     |
|  | Rio Branco-SP (pen.)          |                               |                               |                               |       | 0             | 1                  | 1 (3)              |                    |                    |  |           |                               |                               |                               |                               |           |   |                     |                     |                     |                     |
|  | Independente-SP               | 1                             | 0                             | 1 (0)                         |       |               |                    |                    |                    |                    |  |           |                               |                               |                               |                               |           |   |                     |                     |                     |                     |
|  | Independente-SP               | 1                             | 0                             | 1 (0)                         |       | Rio Branco-SP | 0                  | 2                  | 2                  |                    |  |           |                               |                               |                               |                               |           |   |                     |                     |                     |                     |
|  |                               |                               |                               |                               |       | Rio Branco-SP | 0                  | 2                  | 2                  |                    |  |           |                               |                               |                               |                               |           |   |                     |                     |                     |                     |
|  |                               | Marília                       | 2                             | 1                             | 3     |               |                    |                    |                    |                    |  |           |                               |                               |                               |                               |           |   |                     |                     |                     |                     |
|  | São José-SP                   | Marília                       | 2                             | 1                             | 3     | 0             | 0                  | 0                  |                    |                    |  |           |                               |                               |                               |                               |           |   |                     |                     |                     |                     |
|  | São José-SP                   |                               |                               |                               |       | 0             | 0                  | 0                  |                    |                    |  |           |                               |                               |                               |                               |           |   |                     |                     |                     |                     |
|  | Marília                       | 2                             | 4                             | 6                             |       |               |                    |                    |                    |                    |  |           |                               |                               |                               |                               |           |   |                     |                     |                     |                     |

## Premiação
| Campeonato Paulista de Futebol Sub-13 de 2019 |
| --------------------------------------------- |
| São Paulo Campeão (1..º título)               |